# Kościół św. Floriana w Pleszewie
Kościół świętego Floriana – rzymskokatolicki kościół filialny należący do parafii św. Floriana w Pleszewie (dekanat Pleszew diecezji kaliskiej).

## Historia

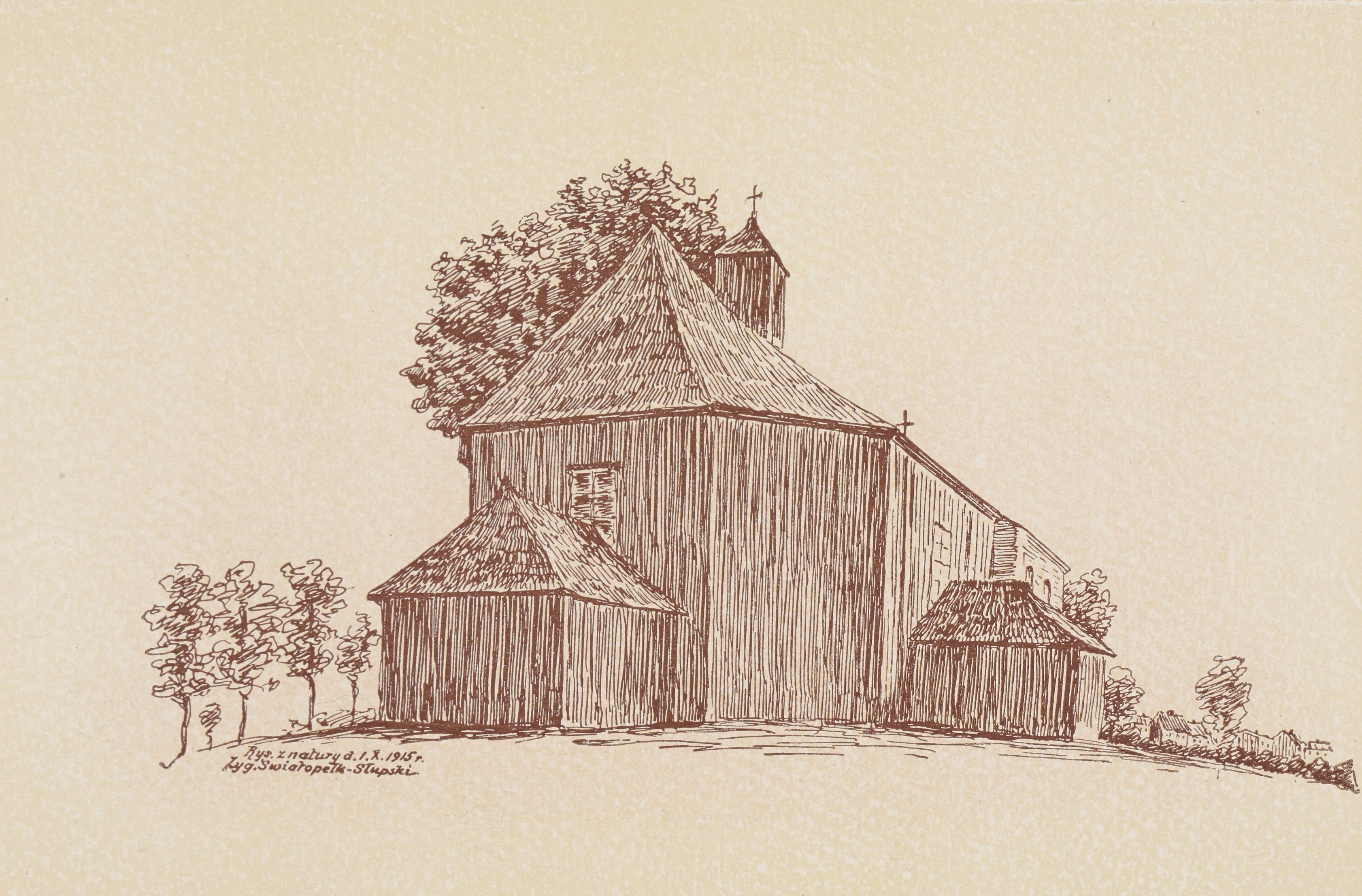
Widok kościoła przed 1917

Jest to świątynia posiadająca murowane prezbiterium wzniesione około połowy XV wieku i drewnianą nawę wybudowaną w 1745 roku. Zbudowana została dzięki fundacji kanonika chockiego Ludwika Pełki. Remontowana była w 1838 roku. Rozbudowana została o kruchty pod koniec XIX wieku. Odnowiona została w 1950 roku oraz w latach 1988 – 90 i w 2011 roku.

## Architektura
Budowla jest drewniana, jednonawowa, posiada konstrukcję zrębową. Świątynia jest orientowana. Jej prezbiterium jest murowane, zamknięte prostokątnie i z jego boku jest umieszczona zakrystia. Budowla ma nietypowy układ – część frontowa nawy podobna jest do prezbiterium trójbocznie zamkniętego. Obydwie części nakrywa jednokalenicowy dach gontowy. W środkowej części jest umieszczona czworokątna wieżyczka na sygnaturkę nakryta daszkiem namiotowym. Od frontu i po bokach nawy znajdują się trzy kruchty. Wnętrze nakryte jest płaskim stropem pseudokasetonowym w nawie, pozornym sklepieniem kolebkowym w prezbiterium i sklepieniem krzyżowym w zakrystii. Ołtarz główny i dwa ołtarze boczne w stylu barokowym pochodzą z połowy XVIII wieku. Rzeźby w stylu późnogotyckim powstały w XV i XVI wieku, obrazy zostały namalowane w XVII i XVIII wieku m.in. pędzla Jana Wróblewskiego.